# Мубарак Бегум
Мубарак Бегум (урду مبارک بیگم‎;
1935/1936, Джхунджхуну — 18 июля 2016, Мумбаи) — индийская певица, певшая на хинди и урду. Популярная закадровая исполнительница Болливуда 1950—1960-х годов.

## Биография
Отец Мубарак родом из Навалгарха, а мать — из Джхунджхуну. Там в доме родителей матери будущая певица появилась на свет. Вскоре после этого семья переехала в Ахмедабад, где отец Мубарак занялся торговлей фруктами. В 1940-х он перевёз семью в Бомбей. Там она стала учиться пению у Риязуддина Хана, племянника певца Абдула Карима Хана, а вскоре после этого начала петь на Всеиндийском радио.
Уже в 11 лет она стала получать предложения записать вокал для фильмов, однако на тот момент не могла побороть робость. В качестве закадровой исполнительницы она впервые выступила в фильме Aiye (1949), исполнив песни «Mohe ane lagi angadayi» соло и «Aao chalen sakhi vahan chalen» дуэтом с Латой Мангешкар. Затем были семь партий в Daera (1953), провалившемся в прокате, и приглашение спеть в Shabaab (1954) от композитора Наушада, которое она отклонила, узнав что ей предстоит быть всего лишь одной из хора. После отказа от подобного предложения в «Девдасе» (1955), С. Д. Бурман дал ей возможность исполнить в этом фильме соло «Woh Na Ayenge Paltkar». Ещё одной её популярной песней стала «Ham Haal-e-Dil Sunaenge» из Madhumati (1957).
Но наиболее известная её композиция — «Mujh ko Apne Gale Lagalo» из фильма Hamrahi (1963), спетая вместе с Мохаммедом Рафи, возможность исполнить которую она получила благодаря тому, что признанная дива тех времён, Лата Мангешкар, отклонила предложение из-за излишней занятости.
Таким же образом ей досталась песня «Kabhi Tanhaiyon Mein Yoon Hamari Yaad Aayegi» к фильму Hamari Yaad Aayegi двумя годам ранее.
Вместе с Латой и Шамшад Бегум ею также была записана песня «Husn ki barat chali» для эпика «Великий Могол», которая однако в итоговую версию картины не вошла.